# Бабський потік (притока Іпеля)
Бабський потік (словац. Babský potok) — річка в Словаччині; права притока Іпеля довжиною 14.5 км. Протікає в окрузі Лученець.
Витікає в масиві Південнословацька улоговина на висоті 295 метрів. Протікає територією сіл Ратка і Требельовце.
Впадає в Іпель на висоті 171 метр.